# Keminmaa
Keminmaa là một đô thị Phần Lan

Vị trí trong Phần Lan

Đô thị này nằm ở tỉnh Lapland. Dân số là 8.889 người (năm 2003) với diện tích là 644,05 km² trong đó 17,37 km² là diện tích mặt nước. Mật độ dân số là 14,2 người mỗi km².

## Các làng
Hirmula, Ilmola, Itäkoski, Jokisuu, Laurila, Lautiosaari, Liedakkala, Maula, Pörhölä, Ruottala, Sompujärvi, Törmä, Viitakoski.